# 志賀野村
志賀野村（しがのむら）は、和歌山県海草郡にあった村。現在の紀美野町の北西部、貴志川の支流・真国川の下流域にあたる。

## 地理
- 山岳：高壺山、城ノ段山、丸山、雨山
- 河川：貴志川、真国川

## 歴史

### 村名の由来
中世以来の高野山領の荘園名による。

### 沿革
- 1889年（明治22年）4月1日 - 町村制の施行により、那賀郡志賀西野村・松瀬村・国木原村・釜滝村および志賀東野村（飛地を除く）・永谷村の一部（飛地）の区域をもって発足。
- 1951年（昭和26年）10月1日 - 所属郡が海草郡に変更。
- 1955年（昭和30年）4月1日 - 東野上町に編入。同日志賀野村廃止。東野上町は即日改称して野上町となる。